# Australian Open 2021 (rolstoelvrouwendubbel)
Op het Australian Open 2021 speelden de rolstoelvrouwen de wedstrijden in het dubbelspel op maandag 15 en dinsdag 16 februari 2021 in het Melbourne Park te Melbourne.

## Toernooisamenvatting
Van de titelhoudsters Yui Kamiji en Jordanne Whiley had de laatste zich niet voor deze editie van het toernooi ingeschreven. Kamiji speelde samen met haar landgenote Momoko Ohtani – zij verloren hun openingspartij.
De twee Nederlandse deelneemsters, Diede de Groot en Aniek van Koot, vormden het eerste reekshoofd en wonnen het toernooi. In de finale versloegen zij het als tweede geplaatste koppel Kgothatso Montjane en Lucy Shuker in twee sets. Het was hun zevende gezamenlijke grandslamtitel. De Groot had daarnaast drie eerdere grandslamdubbelspeltitels met andere partners; Van Koot tien.

## Geplaatste teams
| Nr. | Team                           | Resultaat   | Uitgeschakeld door            |
| --- | ------------------------------ | ----------- | ----------------------------- |
| 1.  | Diede de Groot Aniek van Koot  | winnaressen | winnaressen                   |
| 2.  | Kgothatso Montjane Lucy Shuker | finale      | Diede de Groot Aniek van Koot |

## Toernooischema
| Legenda | Legenda                  |
| ------- | ------------------------ |
| Q       | Qualifier                |
| WC      | Deelname via wildcard    |
| LL      | Lucky Loser              |
| r       | Opgave / trok zich terug |
| w/o     | Walk-over                |
| Alt     | Alternate                |
| SE      | Special Exempt           |
| PR      | Protected Ranking        |
| d       | Diskwalificatie          |

- Ranglijstpositie dubbelspel tussen haakjes.

|  | eerste ronde | eerste ronde                            | eerste ronde                   | eerste ronde | eerste ronde |                                                |   | finale | finale | finale | finale | finale |
|  |              |                                         |                                |              |              |                                                |   |        |        |        |        |        |
|  | 1            | Diede de Groot Aniek van Koot (1+2=3)   | 7                              | 6            |              |                                                |   |        |        |        |        |        |
|  |              | Yui Kamiji Momoko Ohtani (4+9=13)       | 69                             | 4            |              |                                                |   |        |        |        |        |        |
|  |              | Yui Kamiji Momoko Ohtani (4+9=13)       | 69                             | 4            | 1            | Diede de Groot Aniek van Koot                  | 6 | 6      |        |        |        |        |
|  |              |                                         |                                |              |              | Diede de Groot Aniek van Koot                  | 6 | 6      |        |        |        |        |
|  |              | 2                                       | Kgothatso Montjane Lucy Shuker | 4            | 1            |                                                |   |        |        |        |        |        |
|  |              | 2                                       | Kgothatso Montjane Lucy Shuker | 4            | 1            | Angélica Bernal Macarena Cabrillana (16+18=34) | 1 | 4      |        |        |        |        |
|  |              |                                         |                                |              |              | Angélica Bernal Macarena Cabrillana (16+18=34) | 1 | 4      |        |        |        |        |
|  | 2            | Kgothatso Montjane Lucy Shuker (6+5=11) | 6                              | 6            |              |                                                |   |        |        |        |        |        |